# Șapirograf

Ilustrație a unui șapirograf tipic.

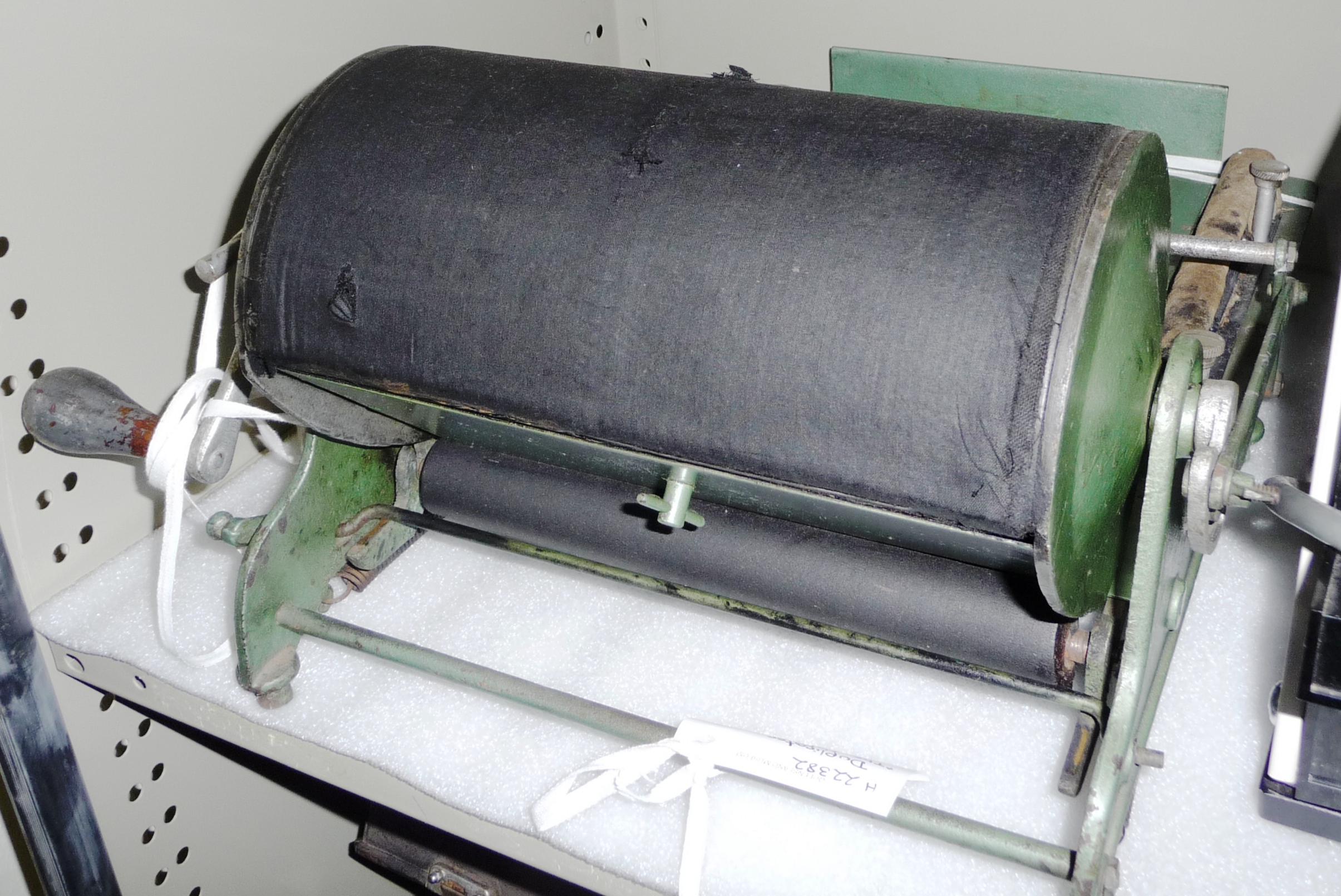
Multiplicatorul „Național” al lui Jachson & O'Sullivan. Produs în Brisbane, Queensland în timpul celui de-al II-lea Război Mondial. Muzeul Queensland

Șapirograful, mimeograful sau multiplicatorul cu șabloane este o presă pentru tipărire cu preț redus, formată dintr-un cilindru înfășurat cu o pânză îmbibată cu cerneală și care funcționează prin forțarea cernelii printr-un șablon pe hârtie. 
Împreună cu multiplicatoarele spirit și hectografele, șapirografele au fost pentru multe decenii folosite pentru a tipări lucrările de necesitate momentană adiacente muncii de birou, materialelor sălilor de clasă și buletinelor bisericești. Au fost de asemenea de o importanță majoră dezvoltării fanzinelor timpurii deoarece costul lor scăzut și disponibilitatea a permis publicarea scrierilor amatorilor. Aceste tehnologii au început să fie înlocuite de fotocopiatoare și tipare ofset ieftine la sfârșitul anilor 1960. 
Deși în cantități medii, șapirografele rămân mai economice și eficiente energetic, imprimarea ofset și fotocopierea, mai ușoare de folosit, au înlocuit șapirografia aproape complet în țările dezvoltate. Mașinile șapirograf continuă să fie folosite în  țările în curs de dezvoltare deoarece reprezintă o tehnologie simplă, ieftină și robustă. Multe șapirografe pot fi acționate manual printr-o manivelă, prin urmare nu necesită electricitate.

## Origini

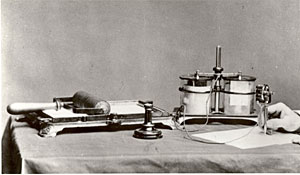
Întregul set de multiplicare inventat de către Thomas Edison, incluzând presa multiplicatoare plană și stiloul electric.

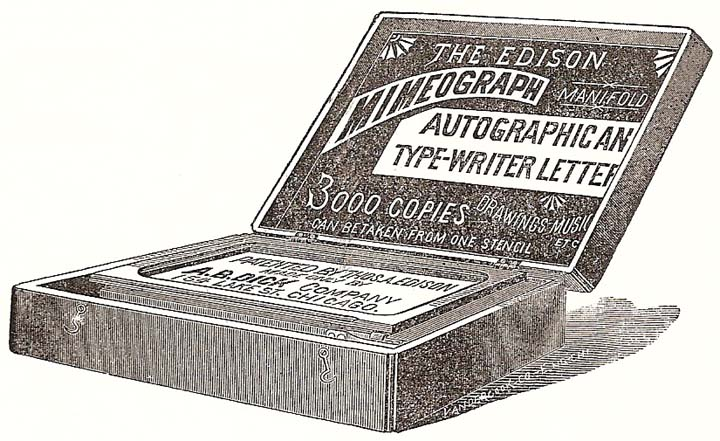
Reclamă din 1889 pentru Mimeograful Edison.

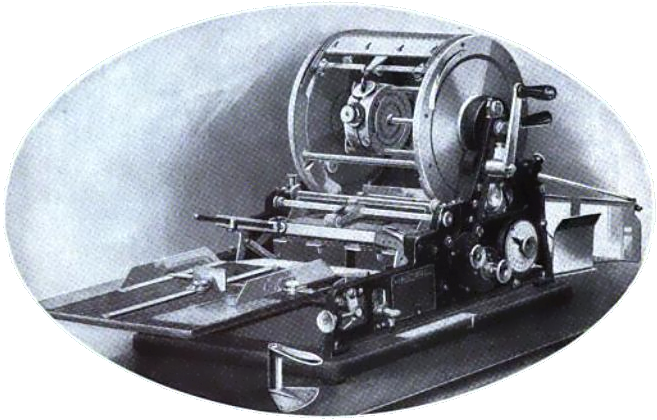
Ilustraţie din 1918 a unui șapirograf/mimeograf.

Thomas Edison a primit patentul SU 180.857 pentru „imprimare autografică” pe 8 august  1876.  Patentul acoperea stiloul electric, folosit pentru realizarea șablonului, și presa multiplicatoare plană. În 1880 Edison a obținut un alt patent, SU 224.665: „metodă de executare a șabloanelor autografice pentru imprimare”, care acoperea realizarea șabloanelor folosind un suport pentru coli, o placă de metal canelată pe care era pus șablonul și prin care se perfora șablonul atunci când se scria pe el cu un stilou bont de metal.
Cuvântul „mimeograf” a fost folosit pentru prima dată de către Albert Blake Dick când a licențiat patentele lui Edison în 1887.
Dick a primit numărul de înregistrare a mărcii 0356815 pentru termenul „mimeograf” în Oficiul de Patente al SU. Este actualmente listat ca  o intrare expirată dar indică A.B. Dick Company din Chicago ca deținător al numelui. 
De-a lungul timpului, termenul a devenit generic și este acum un exemplu al unei mărci înregistrate generalizate. „Roneograf” sau „mașină Roneo” a fost o altă marcă înregistrată folosită ca denumire pentru mașinile șapirograf, numele fiind o abreviere a Rotary Neostyle.
Alte persoane care au lucrat concomitent la dezvoltarea multiplicării cu șabloane au fost Eugenio de Zaccato și David Gestetner, ambii în Marea Britanie. Acolo aceste mașini erau cel mai adesea numite „duplicatori”, deși predominanța lui Gestetner și Roneo pe piața RU a însemnat că unii oameni le denumeau după numele unuia dintre acești doi fabricanți.
În 1891, Gestetner a patentat Ciclostilul.  Aceasta a fost una dintre primele mașini rotative care a păstrat platforma ce trecea înainte și înapoi pe sub rolele cu cerneală.  Această invenție a făcut posibile reproducerile mai rapide și mai automate din moment ce paginile erau produse și mișcate de către role, spre deosebire de presarea câte unei singure foi odată.
Până în 1900, două tipuri principale de șapirografe intraseră în uz: o mașină cu un singur tambur și una cu două tambure; prima folosea un singur tambur pentru transferul cernelii pe șablon iar cea din urmă folosea două tambure și ecrane de mătase pentru a transfera cerneala pe șabloane. Mașina cu un singur tambur (de exemplu Roneo) putea fi folosită cu ușurință pentru lucrări multicolore prin schimbarea tamburului – fiecare dintre acestea conținând cerneală de o culoare diferită. Acest procedeu era folosit pentru petele de culoare din titlul ziarelor. Culorile nu puteau fi amestecate.
Șapirograful a devenit popular deoarece era mult mai ieftin decât imprimarea tradițională – nu presupunea culegerea caracterelor sau muncă calificată. Un singur individ cu o mașină de scris și echipamentul necesar a devenit realmente propria sa imprimerie, ceea ce a permis o mai largă circulație a materialului tipărit.

## Procesul șapirografic

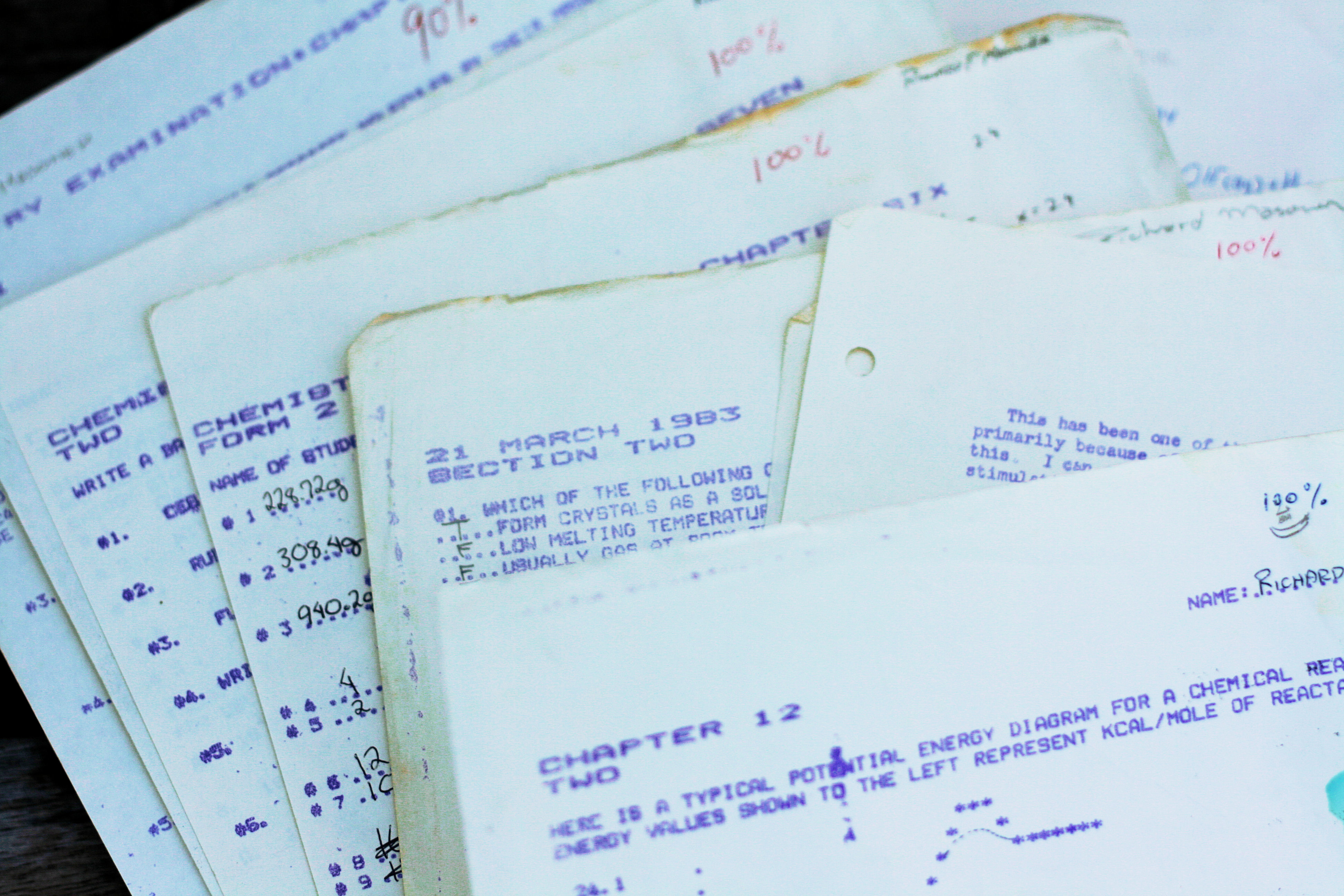
Teste șapirografiate

Mediul de transfer al imaginii este un șablon făcut din hârtie de dud cerată. Această coală cerată flexibilă este susținută de o coală de carton rigidă, colile fiind atașate la capătul superior. 
Odată pregătit, șablonul este înfășurat pe tamburul umplut cu cerneală all mașinii rotative. Atunci când o foaie goală de hârtie este trasă printre tamburul rotativ și o rolă presantă, cerneala este forțată prin orificiile șablonului și transpusă pe hârtie. Mașinile plane timpurii foloseau un fel de racletă pentru a împrăștia cerneala în mod egal de-a lungul suprafeței dorsale a șablonului sau ecranului de mătase, procedeu folosit în serigrafie.

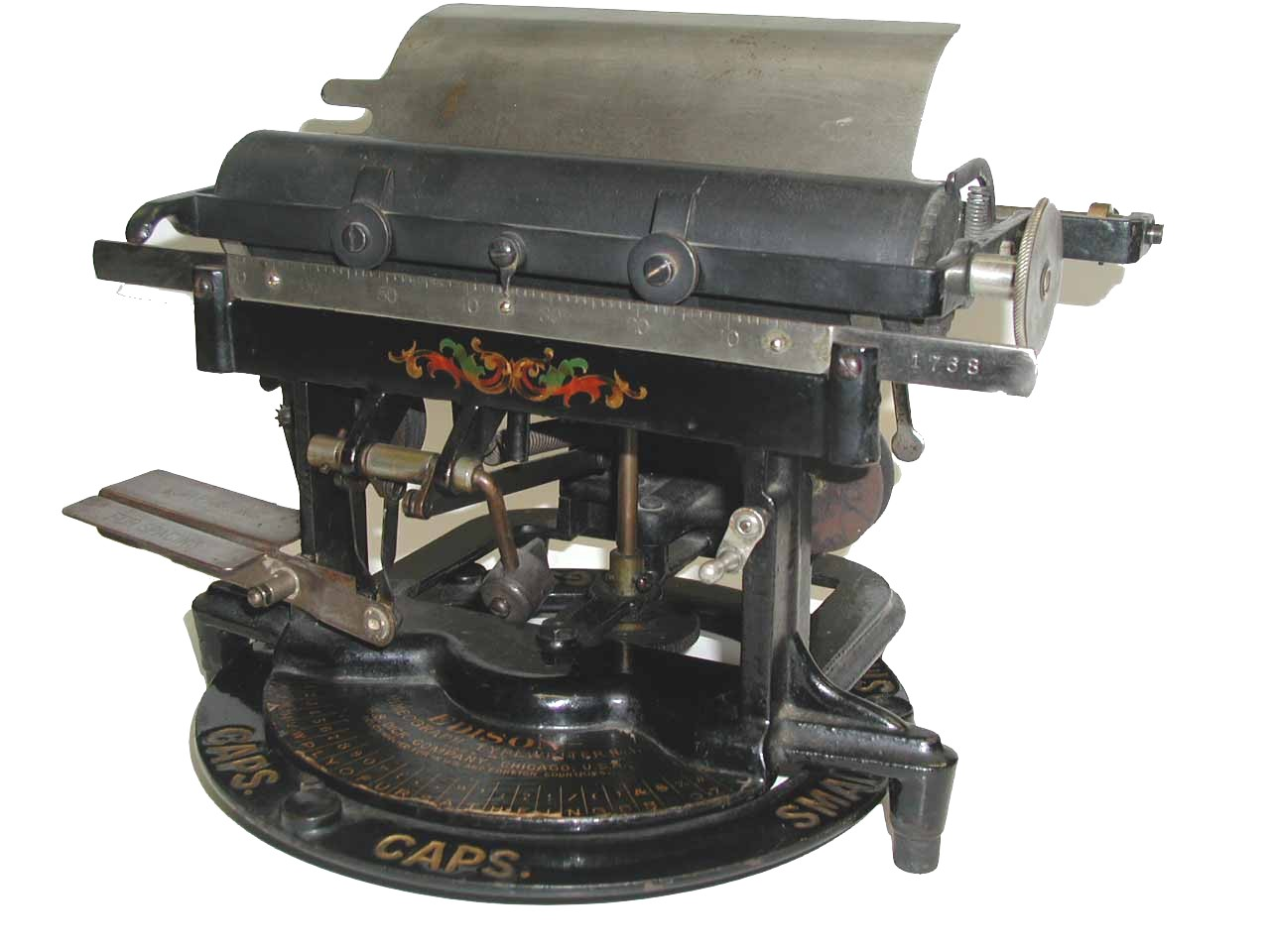
Mașina de scris mimeograf Edison nr. 1
(Edison Mimeograph Typewriter No. 1).

### Executarea șabloanelor
Pentru copia tipărită, un top de coli de șabloane este pus într-o mașină de scris. Panglica de cerneală trebuie să fie îndepărtată astfel încât caracterul tipografic neacoperit și tăios să lovească șablonul direct. Impactul caracterului tipografic îndepărtează ceara, făcând hârtia pelur permeabilă pentru cerneala pe bază de ulei. Acest proces se numește „tăierea șablonului”. 
O varietate de stilouri specializate erau folosite pe șablonul susținut de o placă texturată din plastic pentru a reda manual literele, ilustrațiile sau alte caracteristici artistice. Stiloul electric al lui Edison se asemăna cu un pix al cărui tub de pastă era înlocuit de un ac propulsat de un motor electric oscilant în sus și în jos de opt mii de ori pe minut.
Greșelile puteau fi corectate acoperindu-le cu un fluid corector special preparat și retipărind odată ce s-a uscat. „Obliterine”, de exemplu, a fost o marcă populară de fluid corector în Australia și Regatul Unit.
Șabloanele mai erau făcute de asemenea printr-un proces termic, o metodă infraroșu similară cu aceea folosită de fotocopiatoarele timpurii. Mașina obișnuită era numită „termofax”. 
Un alt dispozitiv, numit mașină electroșablon, era uneori utilizat pentru a face șabloane folosind un original tipărit sau imprimat. Funcționa prin scanarea originalului pe un tambur rotativ cu un capăt optic mobil și perforând coala de șablon arzând-o cu o scânteie electrică în locurile în care capătul optic detecta cerneală. Era lent și umplea aerul cu ozon iar textul produs de către electroșabloane era de rezoluție mai joasă decât cel produs de șabloanele tipărite, cu toate că procedeul era bun pentru reproducerea ilustrațiilor. Un operator de șapirograf priceput folosind un electroșablon și un ecran semiton putea face copii tipărite acceptabile ale unei fotografii. 
Pe durata anilor decadenței șapirografului, unii oameni făceau șabloane cu ajutorul calculatoarelor timpurii și a  imprimantelor cu impact cu matrice de puncte.

### Limitări
Spre deosebire de multiplicatoarele spirit (unde singura cerneală disponibilă este deșertată de pe imaginea originală), tehnologia șapirografului funcționează prin forțarea unei rezerve reîncărcabile de cerneală prin originalul șablon. Teoretic, procesul șapirografic ar putea continua pe termen nelimitat, în special dacă un original șablon durabil ar fi folosit (ex.: o folie subțire de metal). În practică, majoritatea șabloanelor cu preț scăzut se uzează treptat pe parcursul producerii câtorva sute de copii. De obicei șablonul se deteriorează treptat, producând o degradare caracteristică a calității imaginii până când acesta se rupe, întrerupând brusc tirajul.  
Adesea, materialul șablonului care acoperă interioarele literelor formate din linii închise (ex.: „a”, „b”, „d”, „e”, „g” etc.) se desprinde, cauzând litere umplute cu cerneală în copiile rezultate. Șablonul se va întinde treptat, începând în apropierea capătului unde forțele mecanice sunt cele mai pronunțate, cauzând o arcuire caracteristică a rândurilor de text ale copiilor, care progresează până șablonul se uzează complet. Gestetner Company (și alții) a conceput variate metode pentru a face șabloanele pentru șapirograf să dureze mai mult.

## Utilizări și artă
Șapirografele au fost folosite extensiv în școli pentru copierea temelor pentru acasă și a testelor.  Erau de asemenea folosite în mod comun pentru publicațiile cu buget redus ale amatorilor, incluzând buletinele informative ale cluburilor și buletinele bisericești. Erau în mod deosebit populare în rândul amatorilor științifico-fantasticului, care le foloseau extensiv în producția fanzinelor pe la jumătatea secolului al XX-lea, înainte ca fotocopierea să devină ieftină. 
Literele și simbolurile tipografice erau uneori folosite pentru crearea ilustrațiilor, ca un precursor al artei ASCII. Deoarece schimbarea culorii cernelii într-un șapirograf putea fi un proces laborios, implicând curățarea extensivă a mașinii sau, la modelele mai noi, înlocuirea tamburului sau a rolelor, iar apoi trecerea hârtiei prin mașină o a doua oară, unii editori de fanzine au experimentat tehnici de dispunere a mai multor culori pe suport, în special Shelby Vick, care a creat un fel de tartan „Vicolor”.

## Utilizare contemporană

Aparat de multiplicat Gestetner Cyclostyle expus la Muzeul Științei și Tehnicii „Ștefan Procopiu” din Iași

Gestetner, Riso și alte companii încă fabrică și comercializează mașini înalt automatizate asemănătoare cu șapirograful dar care sunt extrem de similare fotocopiatoarelor. Versiunea modernă a unui șapirograf, numită multiplicator digital sau copiator, conține un scanograf, un capăt termic pentru tăierea șablonului și un sul mare de material pentru șablon, aflate în întregime în interiorul unității. Acesta realizează șabloanele și le montează și demontează de pe tamburul tiparului în mod automat, făcându-l aproape la fel de ușor de operat precum un fotocopiator. Risograful este cea mai cunoscută dintre aceste mașini.